# Associazione Sportiva Biellese 1962-1963
Questa voce raccoglie le informazioni riguardanti l'Associazione Sportiva Biellese nelle competizioni ufficiali della stagione 1962-1963.

## Rosa
| N. |                   | Ruolo | Calciatore        |
| -- | ----------------- | ----- | ----------------- |
|    | Italia (bandiera) | P     | Enzo Albertini    |
|    | Italia (bandiera) | C     | Mario Boccalatte  |
|    | Italia (bandiera) | D     | Benito Boldi      |
|    | Italia (bandiera) | A     | Alfio Bonizzoni   |
|    | Italia (bandiera) | C     | Guerrino Braggio  |
|    | Italia (bandiera) | C     | Renzo Brando      |
|    | Italia (bandiera) | C     | Luigi Burlone     |
|    | Italia (bandiera) | D     | Enzo Cugnolio     |
|    | Italia (bandiera) | D     | Giorgio Garagiola |
|    | Italia (bandiera) | P     | Roberto Gori      |

| N. |                   | Ruolo | Calciatore       |
| -- | ----------------- | ----- | ---------------- |
|    | Italia (bandiera) | D     | Italo Mancini    |
|    | Italia (bandiera) |       | Mantovani        |
|    | Italia (bandiera) | C     | Gualtiero Mosca  |
|    | Italia (bandiera) | A     | Ettore Ninni     |
|    | Italia (bandiera) | D     | Rocco Panio      |
|    | Italia (bandiera) | C     | Pietro Pasetto   |
|    | Italia (bandiera) | C     | Luigi Pisetta    |
|    | Italia (bandiera) | A     | Nicola Taiano    |
|    | Italia (bandiera) | A     | Giuliano Turatti |
|    | Italia (bandiera) | A     | Romano Voltolina |